# Otto Rehhagel
Otto Rehhagel (født 9. august 1938 i Essen) er en tidligere tysk fodboldspiller og senere træner. Han var som aktiv primært tilknyttet Hertha Berlin og FC Kaiserslautern, men nåede dog først stor succes som træner.
Rehhagels længste trænerperiode var de 15 år som cheftræner hos Werder Bremen, som han hjalp til to tyske mesterskaber, to DFB-Pokaltitler og triumf i Pokalvindernes Europa Cup i 1992. Han havde også trænerjob i adskillige andre tyske klubber, blandt andet Borussia Dortmund, Bayern München, Fortuna Düsseldorf og Kaiserslautern. Med sidstnævnte vandt han, endda som oprykker, det tyske mesterskab i 1998.
Mellem 2001 og 2010 stod Rehhagel i spidsen for Grækenlands landshold, som under tyskerens ledelse opnåede sin største succesperiode nogensinde. Holdet vandt sensationelt EM i 2004 i Portugal, efter undervejs at have besejret både de regerende mestre Frankrig, Tjekkiet og værterne Portugal. Han kvalificerede også holdet til EM i 2008 og VM i 2010. Ved begge disse slutrunder måtte holdet dog forlade turneringen efter indledende runde, og efter VM i 2010 trådte Rehhagel tilbage fra sin stilling.

## Titler
Bundesligaen
- 1988 og 1993 med Werder Bremen
- 1998 med FC Kaiserslautern

DFB-Pokal
- 1980 med Fortuna Düsseldorf
- 1991 og 1994 med Werder Bremen

Pokalvindernes Europa Cup
- 1992 med Werder Bremen

EM
- 2004 med Grækenland